# کاخ ایتروبیده
کاخ ایتروبیده (اسپانیایی: palacio de Iturbide‎) کاخی اقامتی در مرکز تاریخی مکزیکو سیتی است. این کاخ را کنت سان مائتو والپاراسیائو به عنوان هدیهٔ عروسی برای دخترش ساخت. نام کاخ ایتروبیده پس از آن به این کاخ داده شد که اگوستین د ایتروبیده پس از جنگ استقلال مکزیک از اسپانیا به عنوان امپراتور اول مکزیک آگوستین یکم تاجگذاری کرد.
امروزه این بنا بازسازی شده و میزبان مرکز فرهنگی بانامکس است.